# Desquamazione
La desquamazione consiste nella perdita dello strato superiore della pelle, spesso si mostra in associazione con eritema.

## Etimologia
La parola deriva dal latino desquamare, che significa "raschiare le scaglie da un pesce".

## Patologie correlate
Si mostra in concomitanza con le eruzioni cutanee sintomatiche del morbillo, c'è anche desquamazione. La notiamo anche in casi di sindrome da shock tossico nell'occhio. La membrana di basamento epiteliale (la capsula del cristallino) racchiude completamente il cristallino stesso, perciò la desquamazione su cellule semplicemente invecchiate è impossibile e di conseguenza, per via della totale assenza di vasi sanguigni e di trasporto di metaboliti nell'area, non c'è rimodellamento delle fibre né rimozione delle cellule degradate del cristallino. Per tutti questi motivi la desquamazione all'interno dell'occhio è particolarmente critica.
Nei casi di desquamazione patologica lo strato corneo diventa più spesso (un fenomeno chiamato ipercheratosi), imponendo alla pelle un aspetto secco e scagliato, ed i corneociti invece di essere eliminati singolarmente, vengono perduti in cluster (o gruppi) formando delle scaglie visibili.

## Fisiologia
Un tipo di desquamazione non patologico si verifica durante il ricambio naturale della pelle, quando i corneociti, al termine di un movimento ascensionale che dura circa 14 giorni, scompaiono in modo impercettibile. In particolare durante l'attività di desquamazione avviene la disgregazione della corneodesmosina, della desmogleina I e della desquamina.
Costituisce un elemento che regola le attività autosterilizzanti della pelle.
I fattori che influenzano la desquamazione è l'idratazione, l'età e la predisposizione per l'invecchiamento cutaneo, freddo/gelo, calore, ma anche prodotti chimico come i solventi e delipidizzanti come i tensioattivi, che vanno a rimuovere i NMF.